# Un amore mortale
Un amore mortale (The Boyfriend) è il trentaquattresimo libro della collana Super brividi scritto dall'autore statunitense R. L. Stine.

## Trama
Joanna Collier, una ricca, viziata, vanesia e insensibile ragazza, è decisa a scaricare il suo attuale ragazzo Dex per poter stare con Shephard "Shep" Forrest, a suo dire un ragazzo decisamente più ricco e bello di Dex (che è decisamente povero e vive non a caso in un quartiere molto degradato della città di Middlewood, dove si svolge la vicenda). Infatti, durante uno dei loro incontri al centro commerciale, la ragazza decide di non presentarsi all'appuntamento con Dex, bidonandolo. Quella stessa notte, tuttavia, il ragazzo si presenta a casa sua, di nascosto, convincendola a fare un giro in macchina assieme al suo amico Pete, e dopo un breve tragitto i tre arrivano sul promontorio della città, un luogo dove le varie coppiette di Middlewood si appartano. Qui, nel tentativo di attirare l'attenzione di Joanna, Dex cade accidentalmente da una scarpata ma la ragazza, invece di soccorrerlo, decide di lasciarlo là, scappandosene a tutta velocità con la macchina e andandosi a scontrare con un camion. Risvegliatasi in un letto d'ospedale, la ragazza apprende da Pete che Dex è morto e che lei l'ha abbandonato. Nel corso del tempo, Joanna cerca di auto-convincersi di averlo fatto per cercare aiuto ma, in cuor suo, non le interessa nulla della morte di Dex in quanto aveva già deciso di scaricarlo per poter stare con Shep, e la sua migliore amica Mary è l'unica a sentire questi suoi assurdi e insensibili ragionamenti. Qualche giorno dopo essere stata dimessa, Joanna sembra vedere continuamente Dex nonostante egli sia morto, e incredibilmente questi si palesa a casa sua (sempre di nascosto) dicendo di essere sopravvissuto alla caduta e di aver riportato delle gravi ferite, finendo in un lontano ospedale, ma che ora è tornato per stare con lei. Joanna passa del tempo con lui, sebbene sia sempre decisa a lasciarlo, ma nota qualcosa di strano e inquietante: la sua pelle, dapprima pallida e cadaverica, diventa verde e inizia a perderne dei brandelli, il ragazzo stesso emana una puzza nauseabonda e i suoi occhi sembrano essere rossi e ardenti. Nonostante questo, però, Joanna continua ugualmente a frequentare sia lui che Shep, ma ben presto la strana ed inquietante presenza di Dex le farà credere, in aggiunta ad una sconvolgente rivelazione di Pete (e cioè che il ragazzo è realmente morto avendo partecipato al suo funerale), che il ragazzo sia veramente morto e che sia tornato dall'oltretomba per stare di nuovo con lei. Un giorno Pete chiama disperato Joanna al telefono per confermarle la verità, e cioè che Dex è tornato dal regno dei morti per ucciderla, e poco dopo lo zombie si presenta a casa Collier per uccidere Joanna con un coltello assieme a Pete, nel tentativo di fermare l'amico morto, ma Joanna riesce a rubare l'arma e a pugnalare al petto il suo ex-ragazzo sotto gli occhi sconvolti di Mary e Shep (anche loro presenti in casa Collier). Sconvolto e in preda alla rabbia, Pete dichiara che era tutto uno scherzo quello che Dex e lui avevano inscenato: Dex, infatti, non era mai morto, aveva solo finto di essere diventato uno zombie per spaventare Joanna ma, ora, egli era veramente morto per mano della stessa ragazza. Disperata, Joanna ordina a Mary e Shep di disfarsi del cadavere, e tutti provano a dimenticare la faccenda, ma qualche giorno dopo Dex sembra essere realmente tornato dalla tomba e, davanti a casa di Mary, cerca di uccidere Joanna per poi rivelare di aver nuovamente finto la sua morte ma che ora era realmente intenzionato ad ucciderla. Viene tuttavia bloccato da Mary che, incredibilmente, rivela a Joanna di essere sempre stata innamorata di Dex e che la odiava profondamente per il suo modo di essere viziata e insensibile con il ragazzo di cui era sempre stata innamorata (alle spalle della protagonista), così aveva programmato quello scherzo per spaventarla oltre che poter avere Dex tutto per lei. Sulla via del ritorno, Joanna scopre che il coltello che aveva usato Dex per cercare di ucciderla era finto, e ora si ritrova senza amici ed ha perso anche Shep (stufatosi del suo comportamento). Una volta a casa, però, la ragazza prova a telefonare a Shep cercando di fare lo stesso giochetto attuato da Dex (con la compartecipazione di Mary).

## Edizioni
- R. L. Stine, Un amore mortale, traduzione di Sara Marcolini, collana Super brividi, Arnoldo Mondadori Editore, 2006,  p. 223, ISBN 88-04-55242-5.